# Араука (департамент)
Арау̀ка (на испански: Arauca) е един от тридесет и двата департамента на южноамериканската държава Колумбия. Намира се в източната част на страната. Департаментът е с население от 294 206 жители (към 30 юни 2020 г.) и обща площ от 23 851 км².

## Общини
Департамент Араука е разделен на 7 общини. Някои от тях са:
1. Араука
2. Пуерто Рондон
3. Саравена
4. Таме
5. Фортул